# Icklesham
Icklesham – wieś w Anglii, w hrabstwie East Sussex, w dystrykcie Rother. Leży 86 km na południowy wschód od Londynu. W 2007 miejscowość liczyła 2804 mieszkańców.